# Polistes biglumis
Polistes biglumis (лат.) — вид общественных бумажных ос рода Polistes из семейства Vespidae. Европа. Отличается, главным образом, склонностью к обитанию в горном климате на лугах или в альпийских районах. Давление отбора, оказываемое на вид средой обитания, привело к ряду идиосинкразий в его поведении и жизненном цикле по отношению к родственным видам рода Polistes. Только он среди бумажных ос часто бывает полиандринным. Кроме того, у него усечённый сезон гнездования, что порождает уникальную динамику конкуренции между самками вида. Осы P. biglumis используют систему распознавания по запаху, которая лежит в основе всех взаимодействий между осами этого вида. Жизненный цикл осы сильно переплетён с жизненным циклом Polistes atrimandibularis, облигатного социального паразита, который часто вторгается в соты ос P. biglumis.

## Распространение и экология
Горные районы южной Европы, особенно в Италии и Франции, включая относительно более холодный климат Альп и относительно более тёплый климат Апеннин (хотя ни тот, ни другой климат не является умеренным, что делает P. biglumis аномальным среди видов Polistes). Монженевр, коммуна, расположенная во французских Коттианских Альпах, широко использовалась в качестве региона для изучения поведения осы в её естественной среде. Кроме того, P. biglumis был найден в Германии, Швеции, Австрии и Узбекистане. Хотя некоторые экологи приписывают название P. biglumis виду ос, обитающему на японском острове Оккайдо, японский вид является неописанным видом, более близким к P. nimpha, чем к преимущественно европейскому P. biglumis, описанному здесь. Вид, найденный в Японии, был тщательно изучен вместе с Polistes snelleni, другой распространённой японской бумажной осой.
Осы этого вида обычно гнездятся на боках скал на лугах в горах или в альпийских районах, состоящих из Pinus sylvestris и Larix decidua. Колонии, населяющие эти гнёзда, невелики и редки, поскольку цикл колонии у осы усечён и составляет всего четыре месяца. В среднем колонии состоят примерно из 30 особей.

## Описание

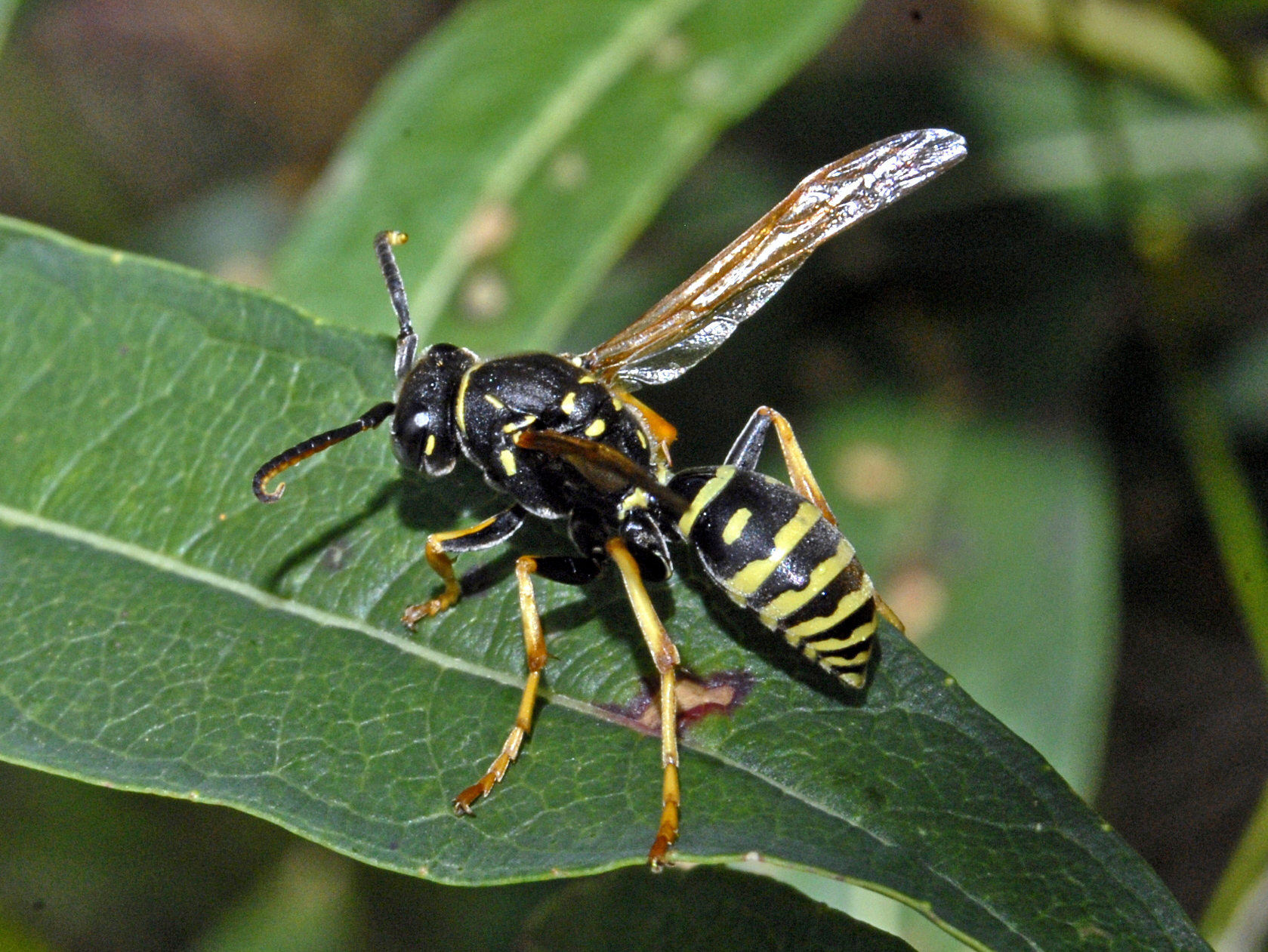
Polistes biglumis bimaculatus

Polistes biglumis может достигать в длину до 16 мм (королева), 14 мм (рабочие), 15 мм (самцы). Это более крупный вид ос по сравнению со своими родственниками из Polistes. Он также имеет более тёмную окраску по сравнению с другими бумажными осами; у него чёрный петиоль у обоих полов. У самок брюшко тоже чёрное, с редкими жёлтыми пятнами. У самцов же брюшко в основном жёлтое. Взрослых ос можно отличить от молодых, поскольку они имеют тёмную окраску и могут летать, тогда как молодые осы имеют более бледные полоски и не летают.
Рабочие особи и королевы не имеют морфологических различий, но их можно отличить физически по обилию жировых прослоек и по поведению — по их сравнительному фуражировочному поведению. Королевы имеют более обильные жировые прослойки и значительно реже участвуют в добыче корма для гнезда. Кроме того, цвет жировых прослоек у рабочих и королев отличается: у рабочих жировые прослойки жёлтые, а у королев — молочные.
Гнезда P. biglumis имеют круглую или эллиптическую форму и подвешены вертикально на одной ножке. Они в основном создаются основательницей во время фаз производства яиц и личинок. Периферийные ячейки обычно не заселены. По сравнению с другими осами Polistes гнёзда чаще располагаются ближе к земле, поскольку земля обеспечивает тепловую инерцию и укрытие от сильных ветров. Материал гнезда также играет ключевую роль в распознавании сородичей, поскольку поверхность гнезда пропитана эпикутикулярными углеводородами, которые создают основу, по которой особи различают других ос.

## Таксономия
P. dorsalis относится к жалящим стебельчатобрюхим перепончатокрылым насекомым (Apocrita, Hymenoptera) из семейства настоящие осы (Vespidae) и подсемейства полистины, второму по величине подсемейству веспид, в котором все осы — социальные.
Шведский зоолог Карл Линней описал Polistes biglumis в 1758 году. Его видовое название biglumis — это латинская фраза, означающая «две шелухи». Хотя в английском языке не существует общепринятого названия этой осы, на немецком языке её называют berg Feldwespe (что означает «горная полевая оса»). P. biglumis изучалась вместе с Polistes snelleni и Polistes chinensis для сравнения их близких признаков. Первоначально вид P. biglumis классифицировался как шершень в роде Vespa, но был переведён в род Polistes, который является самым крупным родом бумажных ос в семействе Vespidae.
Этот вид обитает в основном в горных районах Южной Европы, и это единственная бумажная оса, которая обитает в горном климате. Из-за того, что этот вид отличается от других видов бумажных ос, обитающих в умеренном климате, он приобрёл несколько отличий от других видов бумажных ос, обусловленных в основном селективным давлением из-за сурового климата, в котором он обычно живёт. Климат сокращает гнездовой сезон P. biglumis примерно до четырёх месяцев. Кроме того, гнёзда имеют более тёмную окраску, что позволяет им поглощать больше солнечного тепла. Рабочие особи также часто отсутствуют в некоторых популяциях P. biglumis, что демонстрирует большую дихотомию по сравнению с другими социальными осами, наиболее часто встречающимися особями которых являются рабочие. Наконец, из-за сокращения сезона гнездования и паразитизма со стороны других ос P. biglumis разработал стратегии гнездования, которые отличаются от других бумажных ос и варьируют среди популяций сородичей.
Подвиды
Выделяют три подвида:
- P. b. alpium Blüthgen, 1957[15]
- P. b. biglumis (Linnaeus, 1758)[2]
- P. b. bimaculatus (Geoffroy, 1785)[2]